# Frédéric Volle
Frédéric Jean-Pierre Philippe Volle  (Montpellier, 4 de fevereiro de 1966) é um ex-handebolista profissional e treinador francês, medalhista olimpico.
Frédéric Volle fez parte do elenco medalha de bronze, em Barcelona 1992. Com 7 partidas e 23 gols.